# 伊帕卡賴
25°24′10″S 57°17′12″W / 25.40278°S 57.28667°W

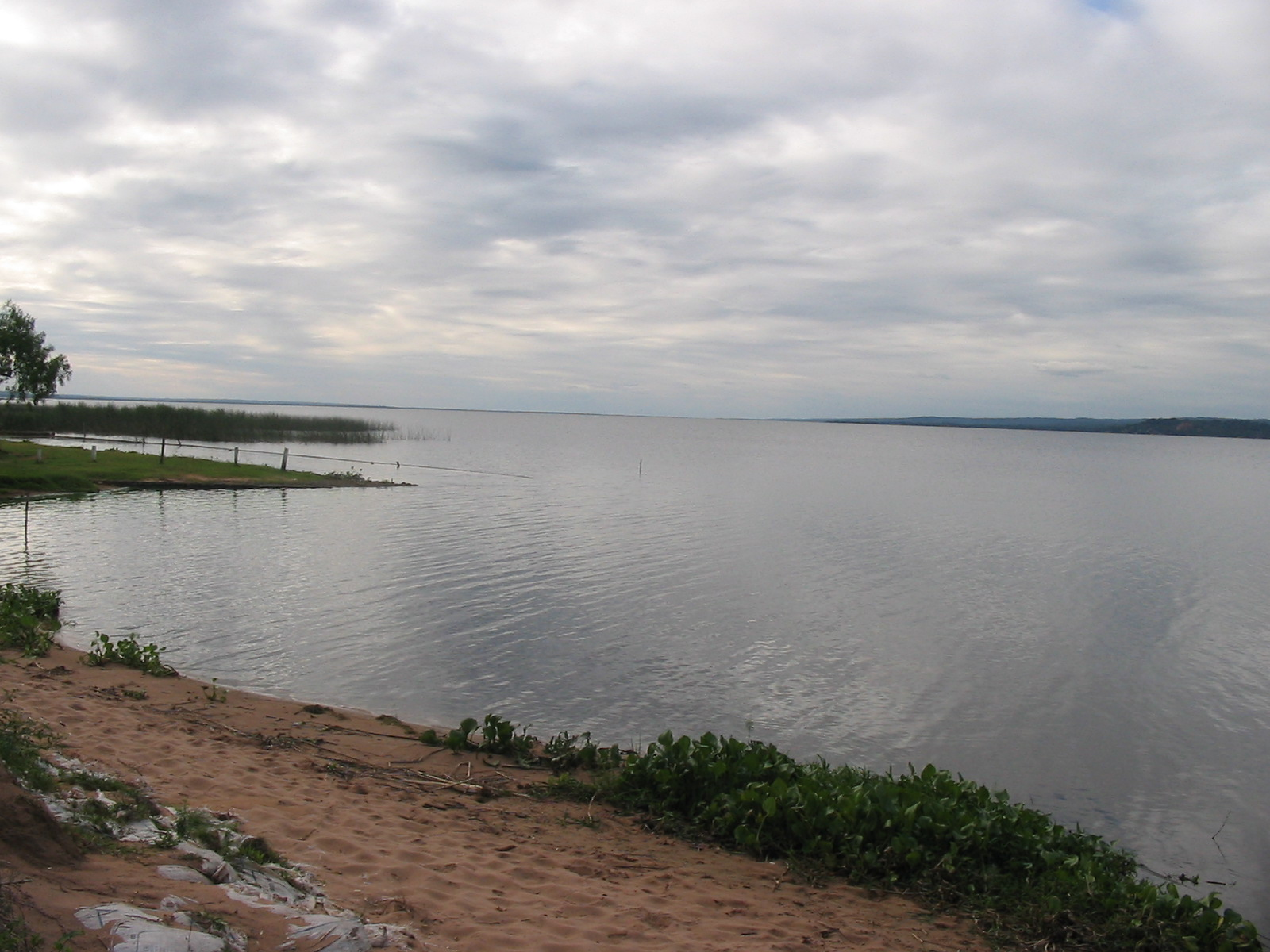

伊帕卡賴（西班牙語：Ypacaraí），是巴拉圭的城鎮，位於該國西部，由中央省負責管轄，始建於1887年9月13日，面積111平方公里，海拔高度70米，2002年人口18,780，人口密度每平方公里622.45人。